# Neufriedstein
Neufriedstein ist ein ehemaliger, heute denkmalgeschützter Weinbergsbesitz mit Herrenhaus und einem Berghaus (Mätressenschlösschen) unter der Adresse Neufriedstein im Stadtteil Niederlößnitz der sächsischen Stadt Radebeul, innerhalb der heutigen Weinlage Radebeuler Johannisberg inmitten des Denkmalschutzgebiets Historische Weinberglandschaft Radebeul.
Während das Herrenhaus spätestens zu DDR-Zeiten als Denkmal der Kulturgeschichte aufgenommen wurde, war das Mätressenschlösschen bereits 1904 bei Gurlitt bzw. 1905 bei Dehio als Kunstdenkmal beschrieben, Jahre vor der Verabschiedung des Sächsischen Denkmalschutzgesetzes 1909.

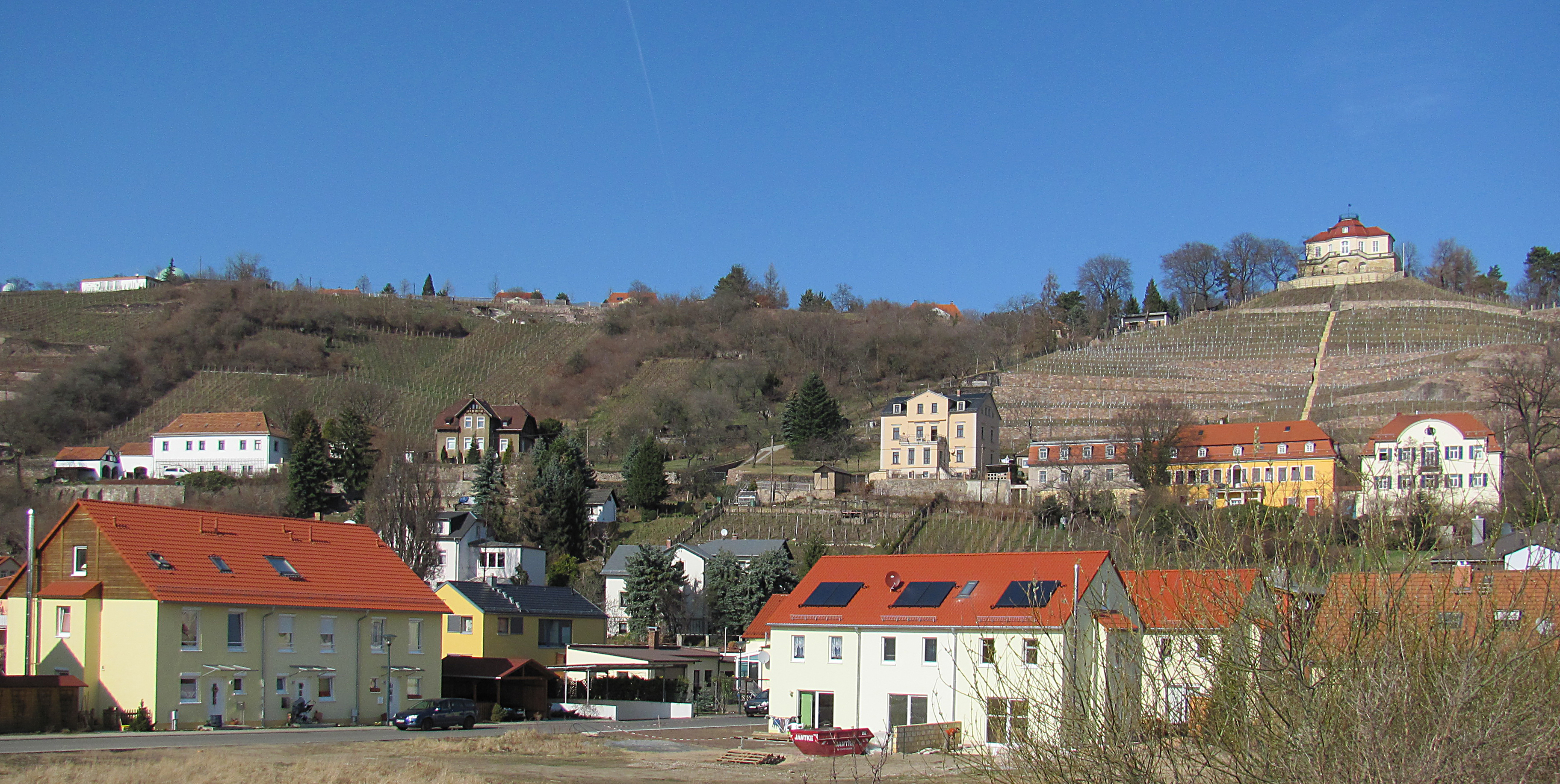
Mitte von re. nach li.: Mathildenhaus, Herrenhaus Neufriedstein, Erweiterungsbau des Pfarrtöchterheims, Neufriedstein 3a, Mietvilla Neufriedstein 4, Haus Nitzsche. Oben re. das Mätressenschlösschen, li. die Sternwarte

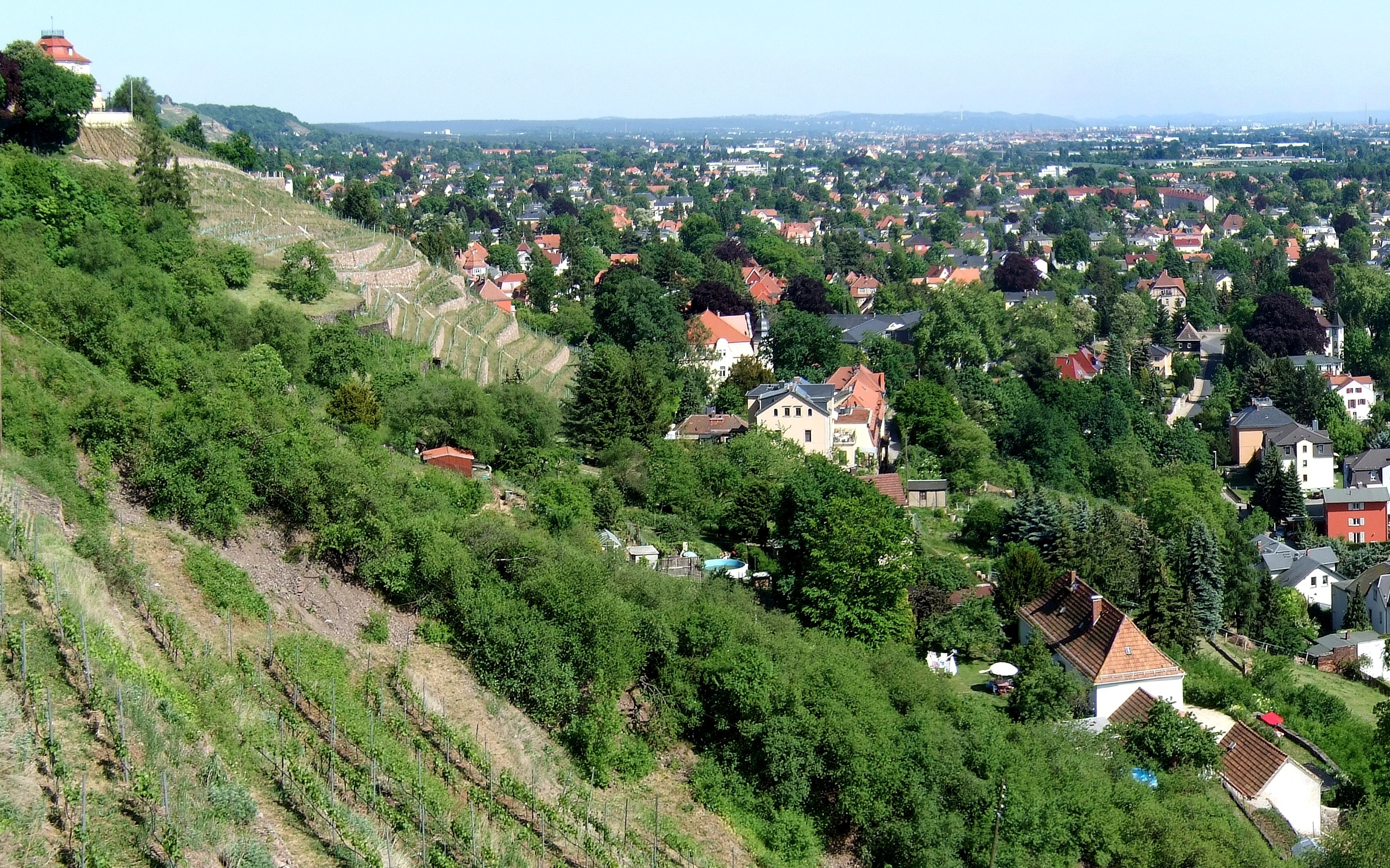
Neufriedstein, vom Jacobstein aus

## Beschreibung
Das im Westen an das Denkmalensemble von Schloss Wackerbarth stoßende Weinbergsgelände des Neufriedstein steht heute einschließlich Berghaus (Mätressenschlösschen) sowie an der Straße Neufriedstein mit Herrenhaus (Pfarrtöchterheim), den beidseitigen Ergänzungsbauten (jedoch inzwischen ohne Winzerhaus Haus Nitzsche), dazu Weinberg und Parkanlage, als denkmalpflegerische Sachgesamtheit (Ensembleschutz) unter Denkmalschutz. Die zu Neufriedstein gehörenden Weinberge, oberhalb des Herrenhauses nach Westen bis an Schloss Wackerbarth reichend sowie vor dem Herrenhaus bergab bis zur Straße, gelten als schützenswertes Werk der Landschafts- und Gartengestaltung.
Außerhalb der Sachgesamtheit steht das früher ebenfalls zu Neufriedstein gehörende Einzeldenkmal Unteres Berghaus, in dem in den 1820er Jahren Johann Peter Hundeiker wohnte.
Auf der gegenüberliegenden Straßenseite und damit außerhalb beziehungsweise unterhalb von Neufriedstein liegt das ehemalige Weingutsanwesen von Haus Liborius.

### Mätressenschlösschen

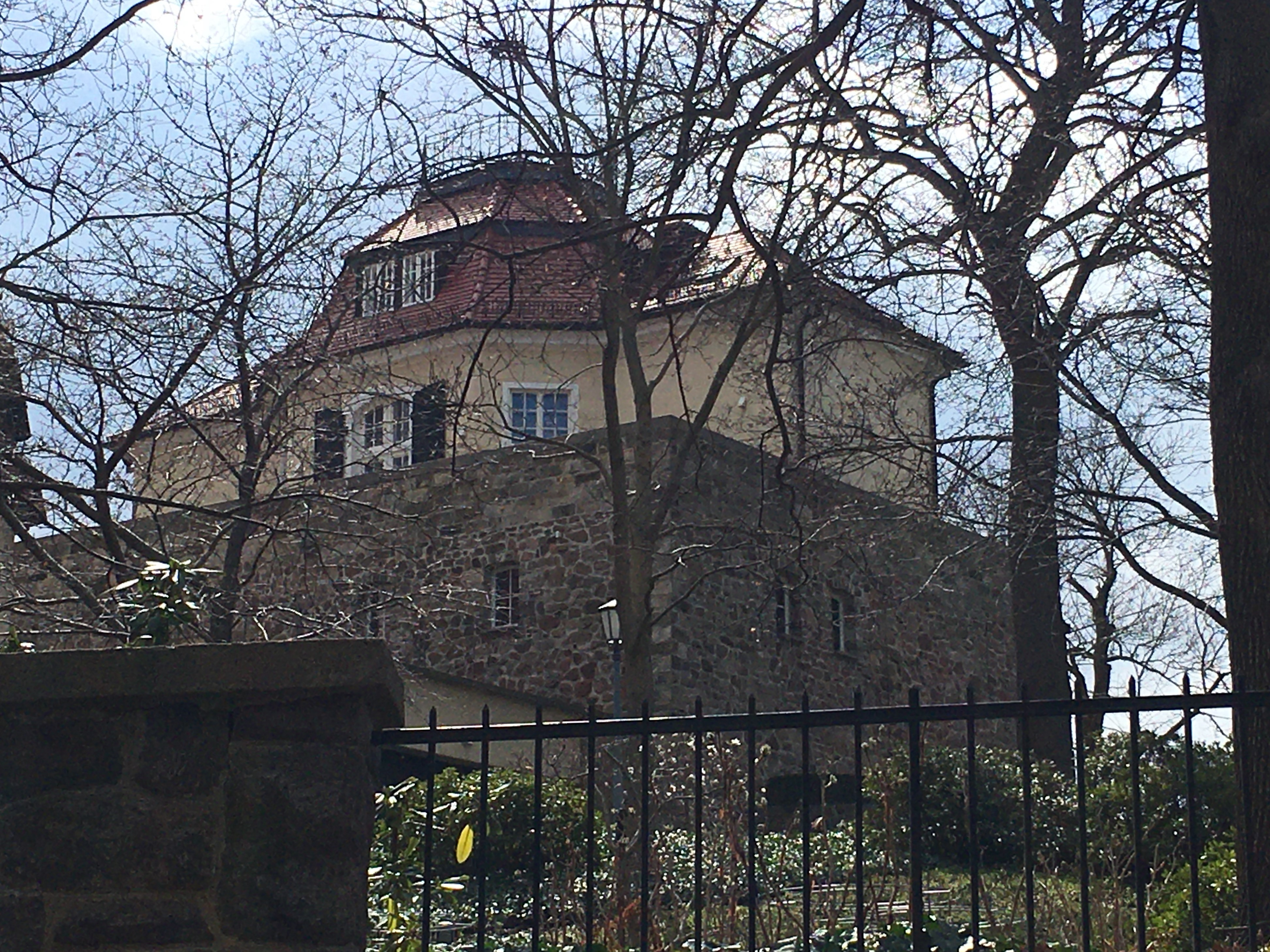
Mätressenschlösschen, von der Rückseite (2021)

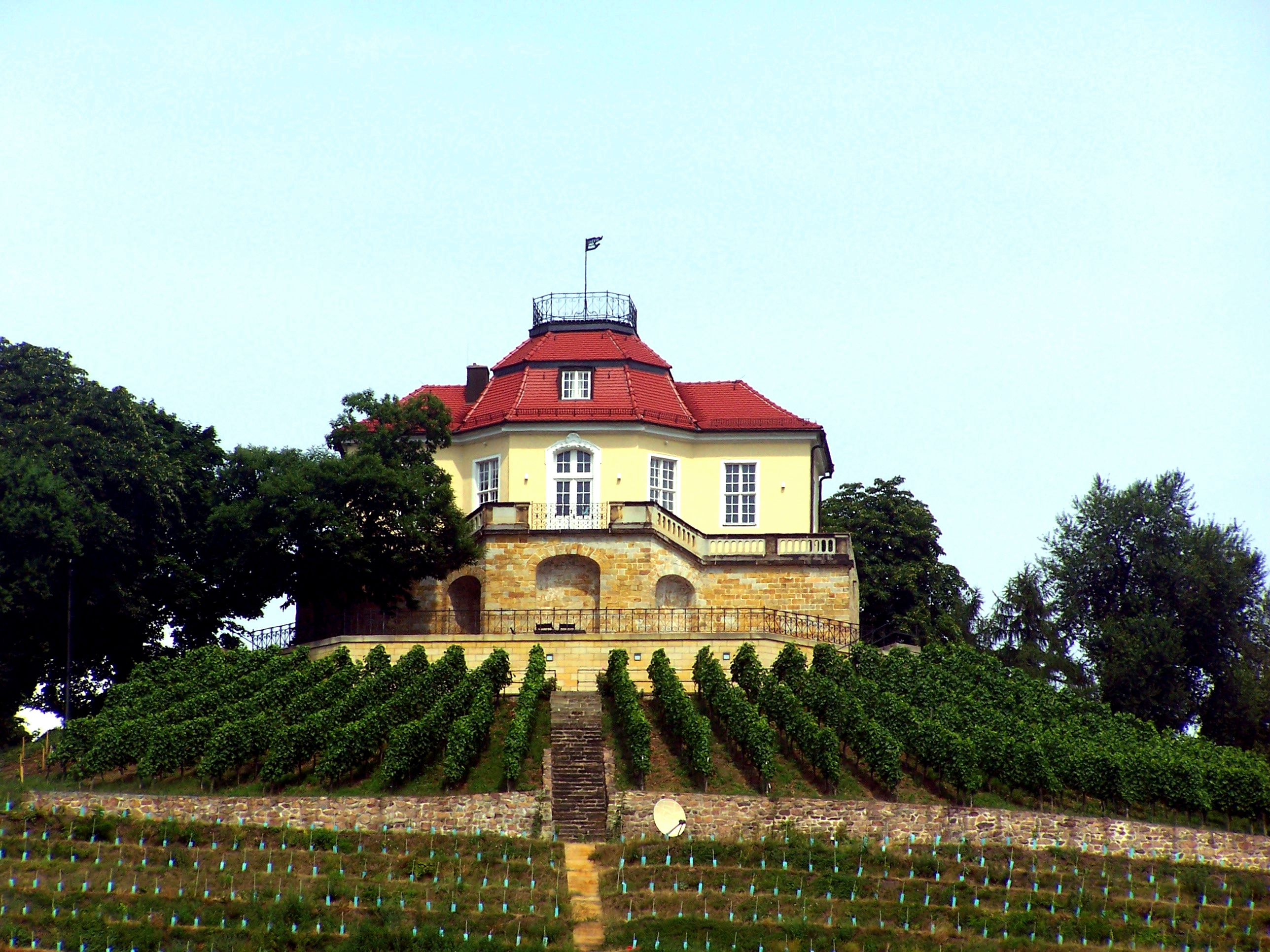
Mätressenschlösschen mit aufgerebtem Vorland (2010)

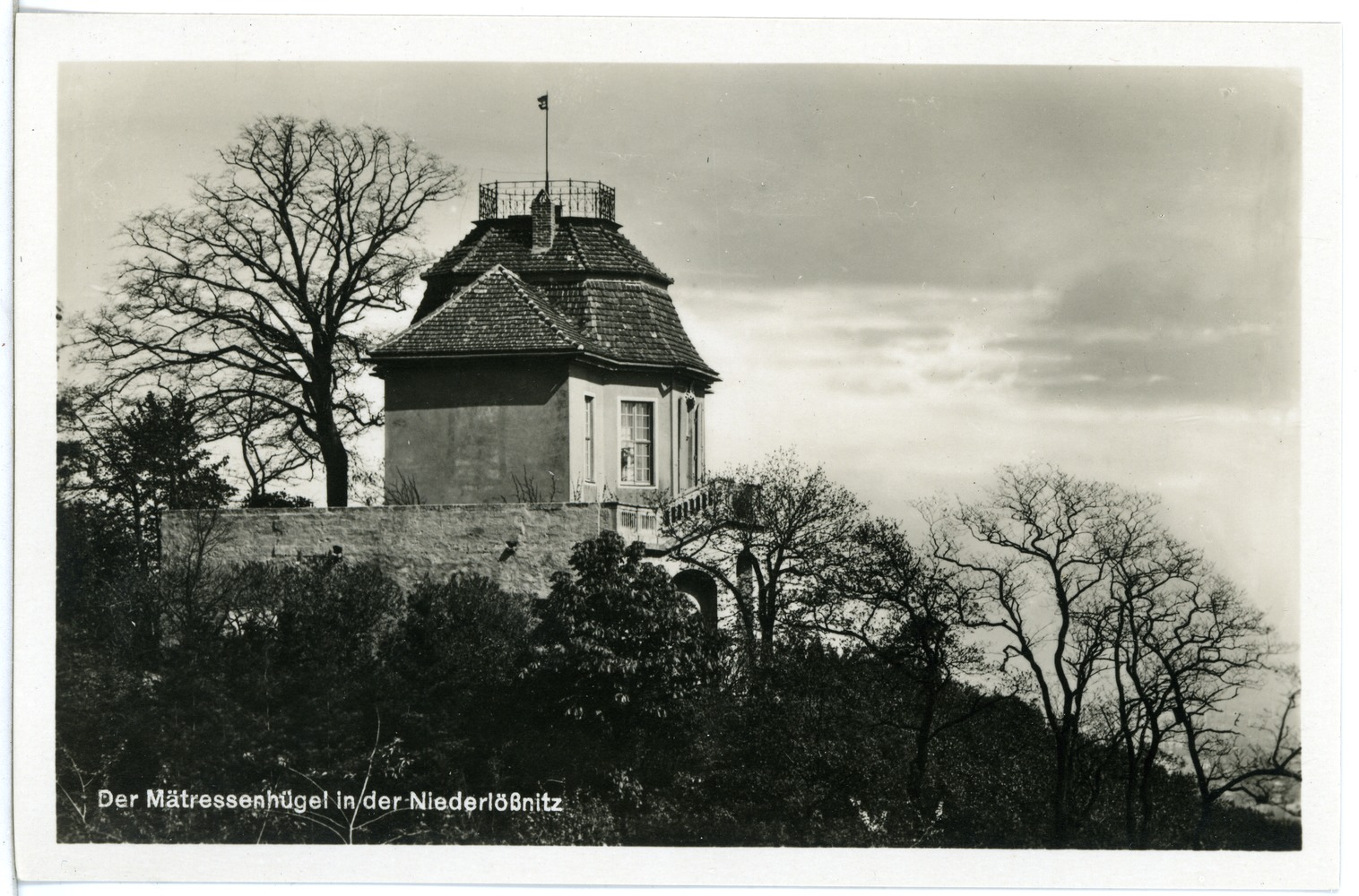
Seitliche Ansicht, 1929

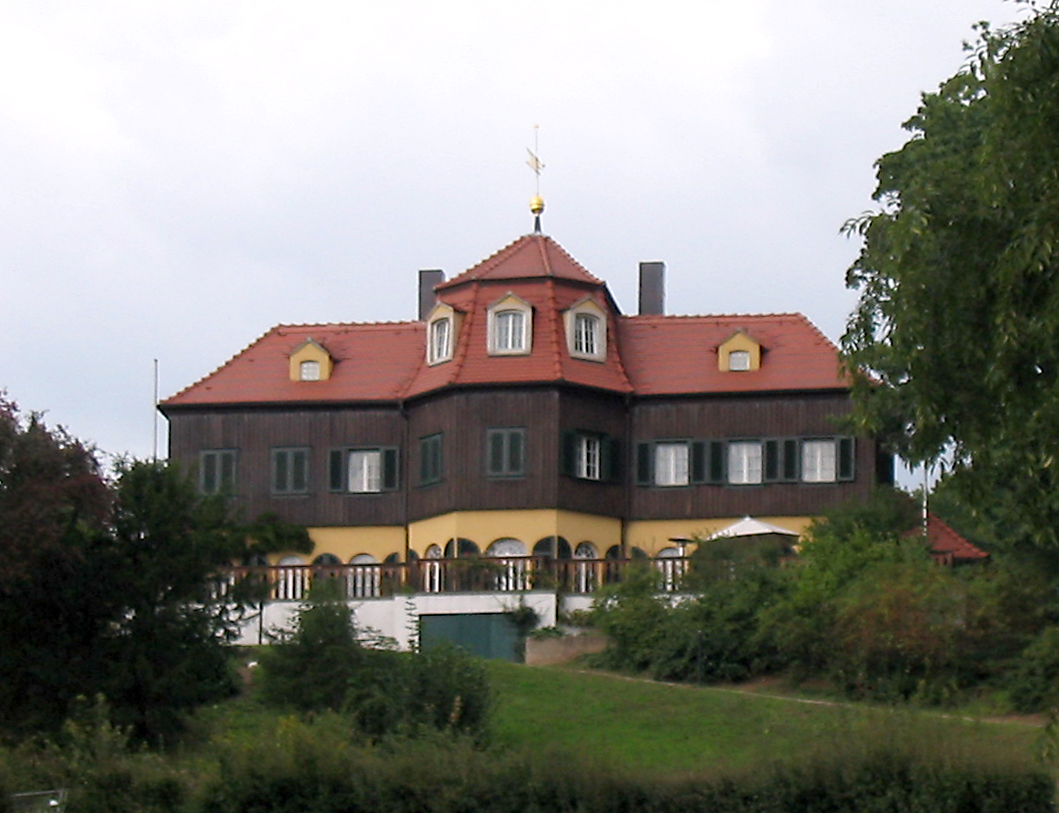
Zum Vergleich: Das ehemals barocke Haus in der Sonne

Das an der Hangkante oberhalb des Schildberg genannten Weinbergs 1771/1772 gebaute Berghaus Neufriedstein ist eines der weithin sichtbaren Wahrzeichen der Stadt Radebeul. Es ist ein massiv errichteter Bergpavillon (51° 6′ 55,7″ N, 13° 37′ 34″ O), der heute Mätressenschlösschen genannt wird. Früher hieß er auch Himmelsschlösschen oder Burg Friedstein. Wie das Herrenhaus steht auch das Mätressenschlösschen unter Denkmalschutz, jedoch unter der eigenen Adresse Mohrenstraße 10. Es gilt als „baugeschichtlich, künstlerisch, landschaftsgestalterisch und ortsgeschichtlich bedeutend“. Das Bauwerk liegt auf etwa 182 m ü. NHN, das Herrenhaus Neufriedstein bei etwa 130 m und die unten vorbeilaufende Straße Am Jacobstein bei 110 m ü. NHN.
Auf einer talseitigen Terrasse mit Treppen auf beiden Seiten steht ein fensterloser Unterbau aus Sandsteinblöcken mit Blendbogengliederung in der Ansicht sowie einer Balustrade obenauf, im Inneren mit einem Tonnengewölbe. Das Lusthaus selbst ist ein achteckiger, verputzter Baukörper mit zwei rechts und links angesetzten rechteckigen Flügelbauten. Diese tragen einseitige Ziegel-Walmdächer, der Mittelbau trägt ein Mansarddach mit einer Aussichtsplattform. Die Wetterfahne zeigt durch einen Zahlendreher das Jahr 1717.
Das 1888 von dem Schriftsteller und Übersetzer Maximilian Rudolpf Schenk durch Verkauf des Herrenhauses abgeteilte Anwesen des Mätressenschlösschens wurde 1922 durch die Gemeinde Niederlößnitz erworben.
Der Salon im Inneren war bis zur Sanierung im Jahr 1923 mit Weinbaumotiven ausgemalt. Als einziges historisches Inventar befindet sich heute ein zierlicher Rokokokamin im Salon.
Nachdem das Gebäude zu DDR-Zeiten in städtischem Besitz zum Teil als Wohngebäude verpachtet war, wurde es 1993 an Privat verkauft. Nach anderer Darstellung war das Anwesen bereits vor dem Zweiten Weltkrieg im Besitz der Familie von Erivan Haub, der den Sommersitz nach der Wende zurückerhielt. Der Besitzer ließ es 1998 bis 2000 denkmalgerecht sanieren, gleichzeitig entstand hinter dem Lusthaus, von der Hangkante aus gesehen, ein neues Wohnhaus, dessen Formgebung die Vorgaben des Mätressenschlösschens aufnahm. Der ehemalige sächsische Ministerpräsident Kurt Biedenkopf wohnte in dem neuen Wohnhaus von 2001 bis 2006, nachdem er aus dem Gästehaus der sächsischen Regierung ausgezogen war.
Das umliegende Gelände wurde als Park neu angelegt, dessen Gestaltung 2001 durch einen Preis für Sächsischen Garten- und Landschaftsbau ausgezeichnet wurde.
Von seiner Form her sieht das Mätressenschlösschen aus wie eine kleinere Kopie des wenige Monate vorher weiter im Osten in der Oberlößnitz entstandenen Haus in der Sonne.
In den Kunstdenkmälern von Dresdens Umgebung (Gurlitt, 1904) wird das „Lusthaus, jetzt Friedsteinburg“ auf anderthalb Seiten ausführlich beschrieben, dazu kommen zwei Zeichnungen und ein Grundriss. Und auch im Handbuch der deutschen Kunstdenkmäler (Dehio, 1905) wird das „Weinbergshaus Friedstein“ aufgeführt.

### Herrenhaus Neufriedstein

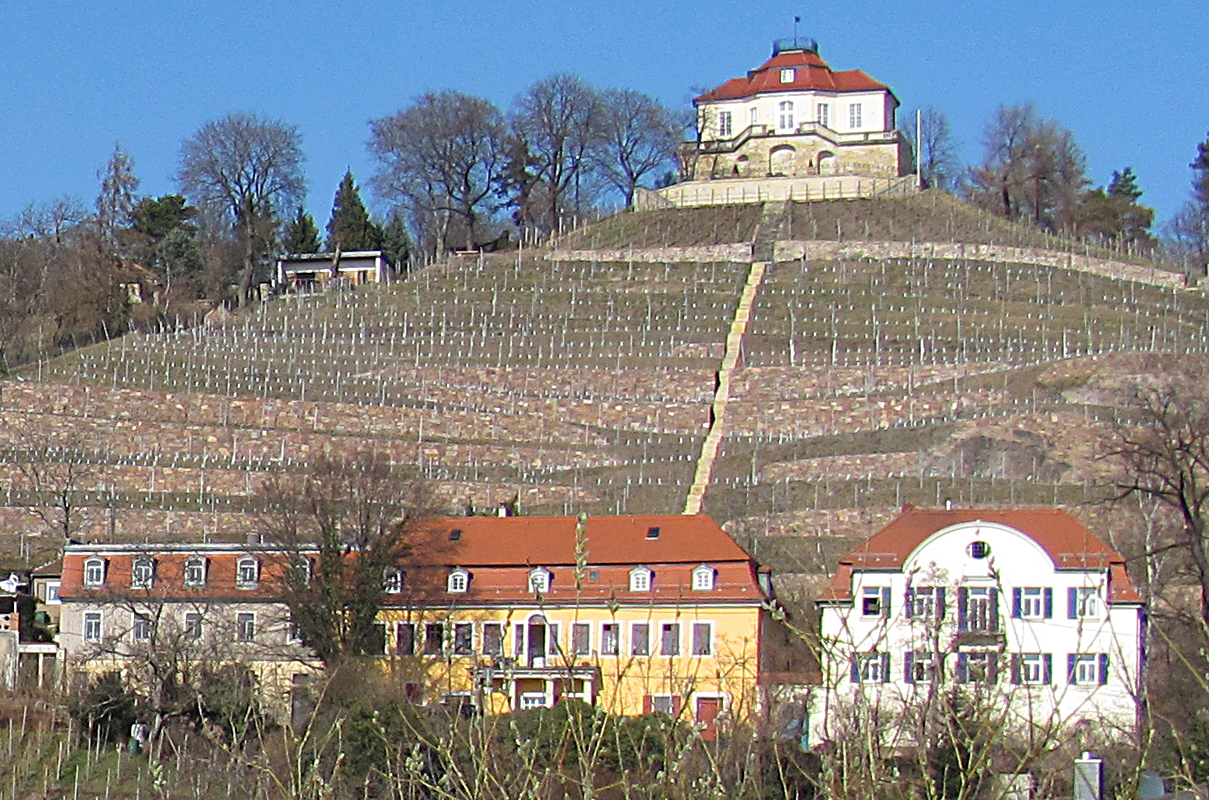
Ehemaliges Pfarrtöchterheim mit dem Berghaus darüber; mittig das Herrenhaus, links der Erweiterungsbau, rechts das Mathildenhaus.

Das ehemalige Herrenhaus Neufriedstein (Neufriedstein 2) von etwa 1770, der Hauptbau des späteren Pfarrtöchterheims, steht direkt an der Bergseite der Zuwegung vom Tal, die heute als Straße ebenfalls Neufriedstein heißt und bis zum Winzerhof hochführt. Direkt vor dem Herrenhaus liegt eine Ausbeulung der Straße, auf der früher die Kutschen gewendet werden konnten und wo heute geparkt wird. Von dort führt eine historische Weinsteige durch den Weingarten zum Fuß des Berghangs, zur Straße Am Jacobstein.
Das zweigeschossige Kulturdenkmal ist ein langgestreckter Baukörper mit einem ziegelgedeckten Mansarddach. Er hat elf Fensterachsen Länge, von denen fünf als Giebelgauben im Dach ausgebildet sind. Mittig steht vor der schlichten Putzfassade ein 1820 vorgesetzter Portikus als Altan mit vier dorischen Säulen, der Austritt obenauf wird von einem Eisengitter umfasst. Das Fenster-Tür-Element des Austritts weist ein Palladiomotiv auf.
Hinter dem Haus liegt eine formale Gartenanlage, von deren Bergseite eine Weinbergsstiege durch den neu-terrassierten Steillagen-Weinberg zum Berghaus führt.

### Westlicher Erweiterungsbau
Der westlich (links) an das Herrenhaus anschließende Erweiterungsbau des Pfarrtöchterheims mit der Adresse Neufriedstein 2a stammt aus dem Jahr 1893. Das zweigeschossige Kulturdenkmal mit ausgebautem Plattformdach und Giebelgauben stammt im Kern aus dem 18. Jahrhundert. Es hat fünf Fensterachsen im verbretterten Obergeschoss, dessen Traufhöhe dem Hauptgebäude entspricht. Die ursprüngliche Verbretterung wurde 1903 angebracht, um den Bau gegenüber dem Herrenhaus optisch zurücktreten zu lassen.

### Mathildenhaus
Das östlich des Herrenhauses freistehende Wohnhaus mit der Adresse Neufriedstein 1 ist als Mathildenhaus ein Erweiterungsbau des Pfarrtöchterheims von 1904.
Der zweigeschossige, denkmalgeschützte Bau steht auf einem hohen Sockelgeschoss und hat ein Mansarddach. Die Firsthöhe ist die gleiche wie beim westlich gelegenen Herrenhaus. Beide Gebäude verbindet ein kurzes Mauerstück mit einer rundbogigen Pforte. Zum Tal hin wird die Schmuckansicht des fünfachsigen Gebäudes durch einen dreiachsigen Segmentbogengiebel vor dem Dach betont. In der Mittelachse befinden sich auch die Eingangstür sowie ein Balkon vor dem Obergeschoss.

### Nitzsches Winzerhof

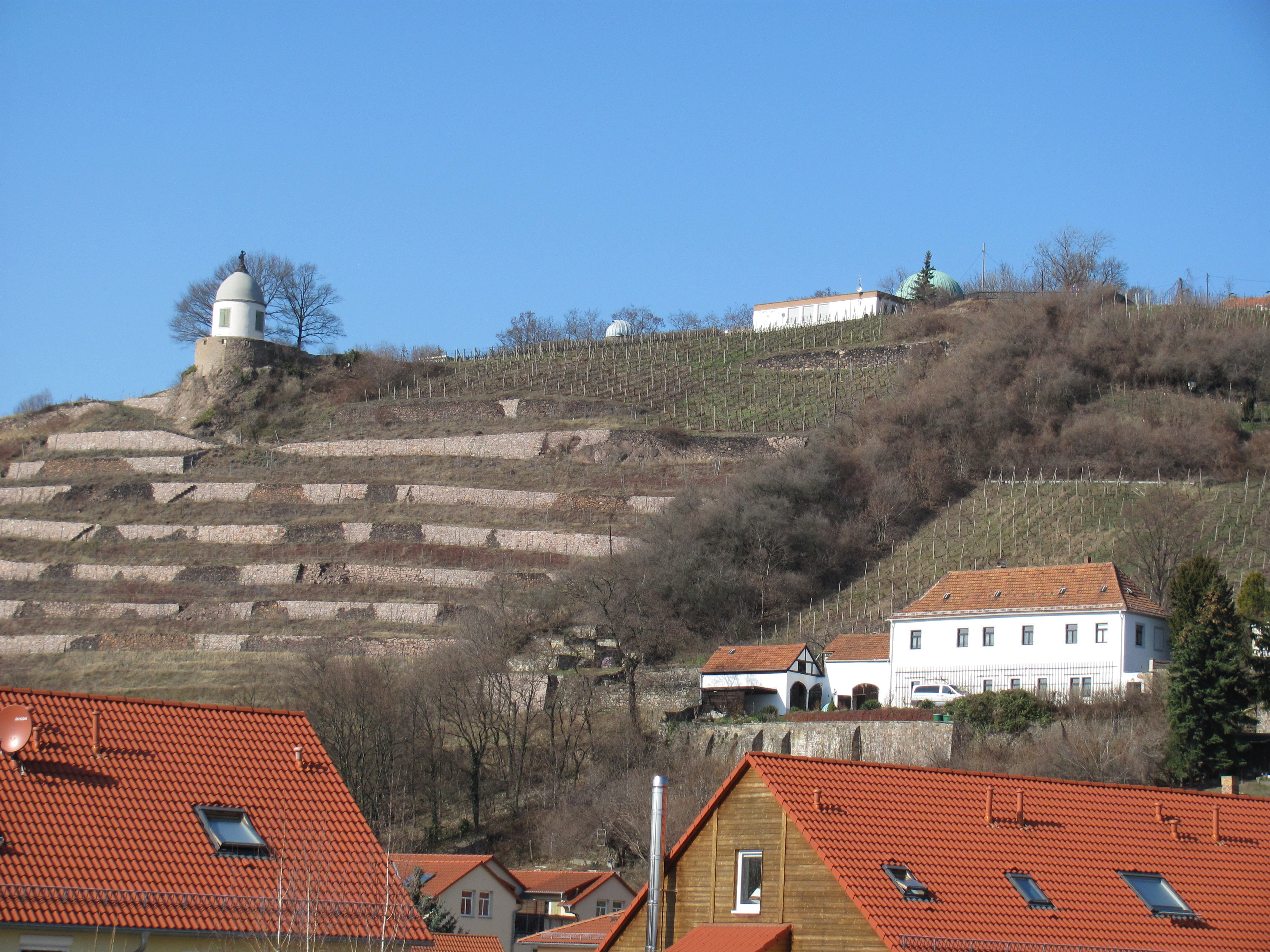
Haus Nitzsche mit Nebengebäuden, Sternwarte Radebeul (oben im Hintergrund), links der Jacobstein

Der ebenfalls denkmalgeschützte, ehemalige Winzerhof findet sich unter der Adresse Neufriedstein 5. Der Kernbau des zweigeschossigen Wohnhauses (Haus Nitzsche) stammt aus dem 18. Jahrhundert. 1883 ergingen Genehmigungen zum Umbau des Hauses, unter anderem durfte das Erdgeschoss des Winzerhauses zu Wohnzwecken verändert werden. Zwei Jahre später folgte die Baurevision.
Im Jahr 1969 mussten die mittleren Erdgeschossräume wegen zu großer Feuchtigkeit gesperrt werden, 1970 erfolgte die notwendige Außeninstandsetzung, ab 1981 folgten weitere Sanierungsarbeiten.
Heute hat das Gebäude mit seinem ziegelgedeckten Walmdach nach Süden zum Abhang hin eine sechsachsige Traufseite, auf der linken Seite befindet sich eine Haustür, rechts dagegen ein Ladeneingang, das gesamte Erdgeschoss dieser Fassade wird von einem Weinspalier geziert. Die Fenster des schlichten Putzbaus werden von Sandsteingewänden eingefasst, an denen sich ehemals Klappläden befanden.
Ebenfalls unter Denkmalschutz steht der eingeschossige Anbau an das Winzerhaus. Das schräg links davor stehtende eingeschossige Nebengebäude ist aus dem Denkmalschutz ausgeschieden. Haus Nitzsche ist denkmalpflegerisch kein Bestandteil der Sachgesamtheit Neufriedstein mehr, sondern ein Einzeldenkmal.
Nach dem ersten, von Neufriedstein unabhängigen Besitzer Johannes Nitzsche wurde das Anwesen Nitzsches Winzerhof genannt. In der Liste der Denkmale der Architektur zu DDR-Zeiten wurde das Objekt Oberes Winzerhaus genannt.

### StraßeNeufriedstein

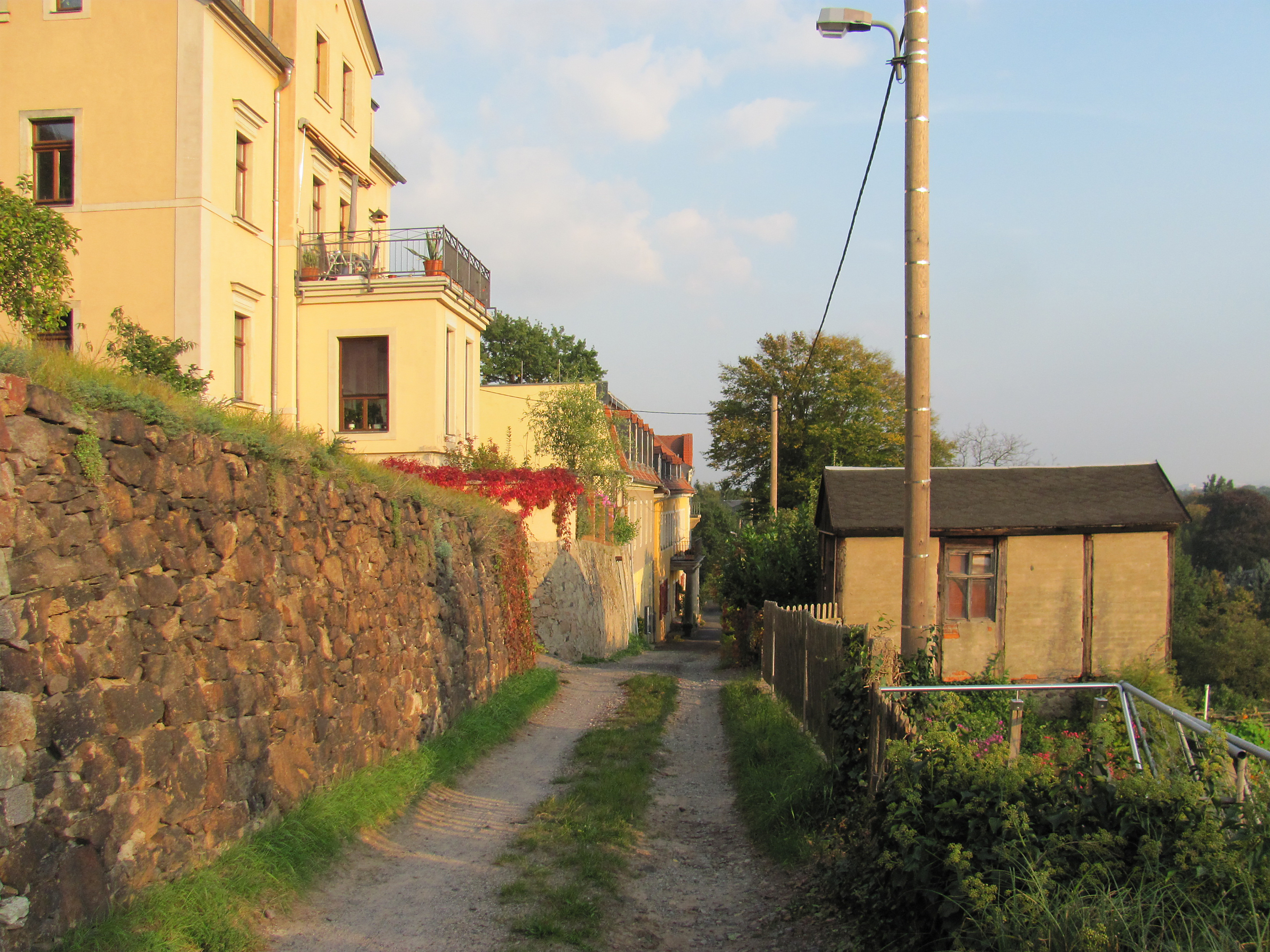
Unbefestigte Straße bei Nr. 3a

Die wie das ehemalige Weingut heißende Straße ist die historische Zuwegung zum Herrenhaus und zum Winzerhof. Sie beginnt an der Platzausbildung am Fuß der Weinberge, wo die von der Meißner Straße kommende Allee zum Friedstein-Anwesen auf die ehemalige Salzstraße (hier Winzerstraße und Am Jacobstein) traf und dann auf das Herrenhaus Altfriedstein zulief. Von dort verläuft die nur im unteren Teil asphaltierte Zuwegung westlich oberhalb von Am Jacobstein.
Die Bergseite der Straße wird durch Bruchsteinmauern abgefangen.
Am Straßenbeginn liegt unterhalb der Straße mit der Adresse Am Jacobstein 2 das Untere Berghaus, dessen Eingang ebenfalls von der Straße Neufriedstein zu betreten ist. Weiter bergauf kommt jeweils auf der Bergseite nach dem Hinterhof des modernen Heims das Ensemble aus Mathildenhaus (Nr. 1), Herrenhaus Neufriedstein (Nr. 2) und Erweiterungsbau (Nr. 2a), danach die mit einem Bauherrenpreis ausgezeichnete Mietvilla Neufriedstein 3a, die ebenfalls denkmalgeschützte Mietvilla Neufriedstein 4 sowie am Ende der Straße der Winzerhof Nitzsche.

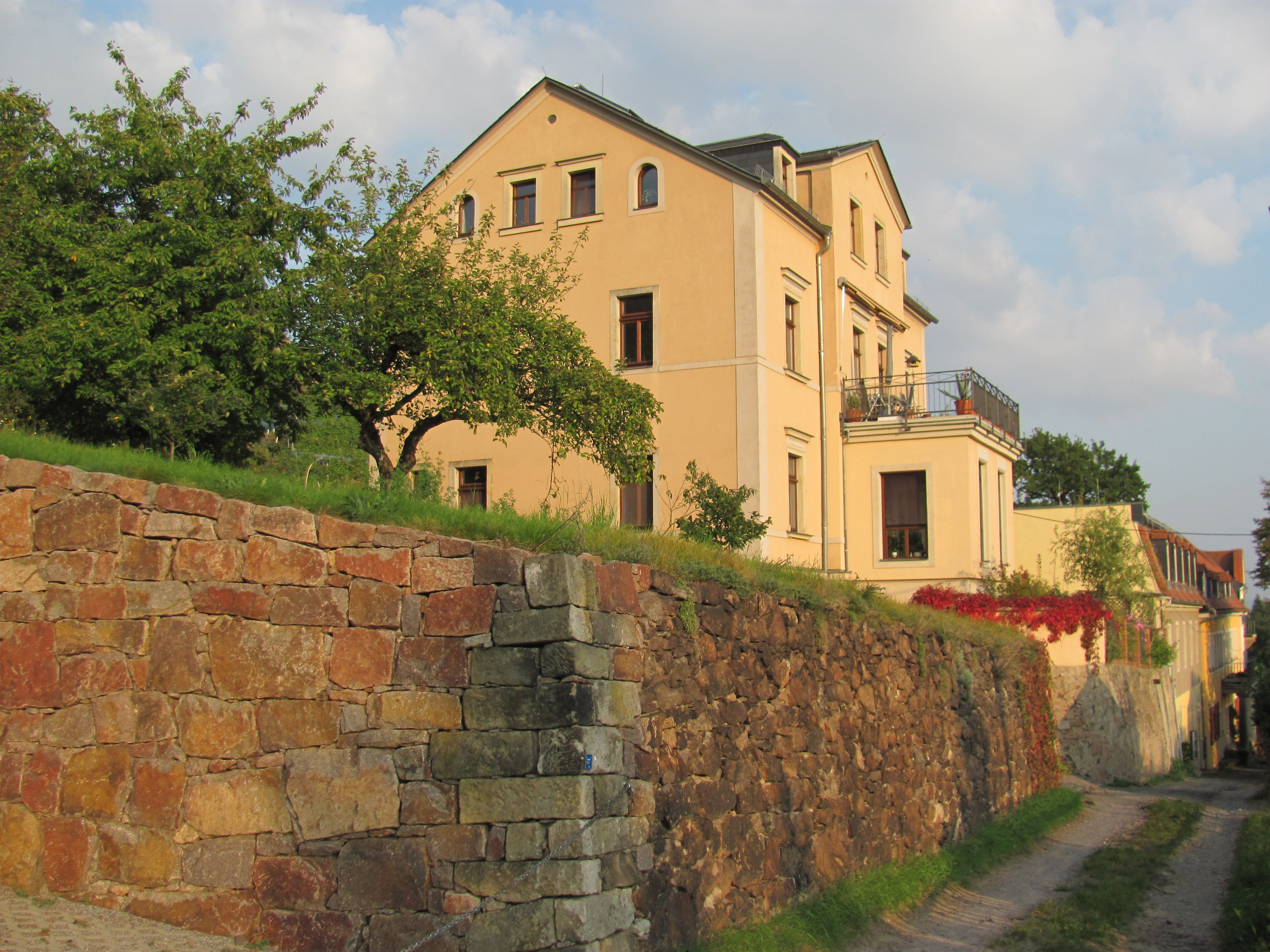
Mietvilla Neufriedstein 3a (Radebeuler Bauherrenpreis 2002), rechts Herrenhaus Neufriedstein mit Nebengebäuden
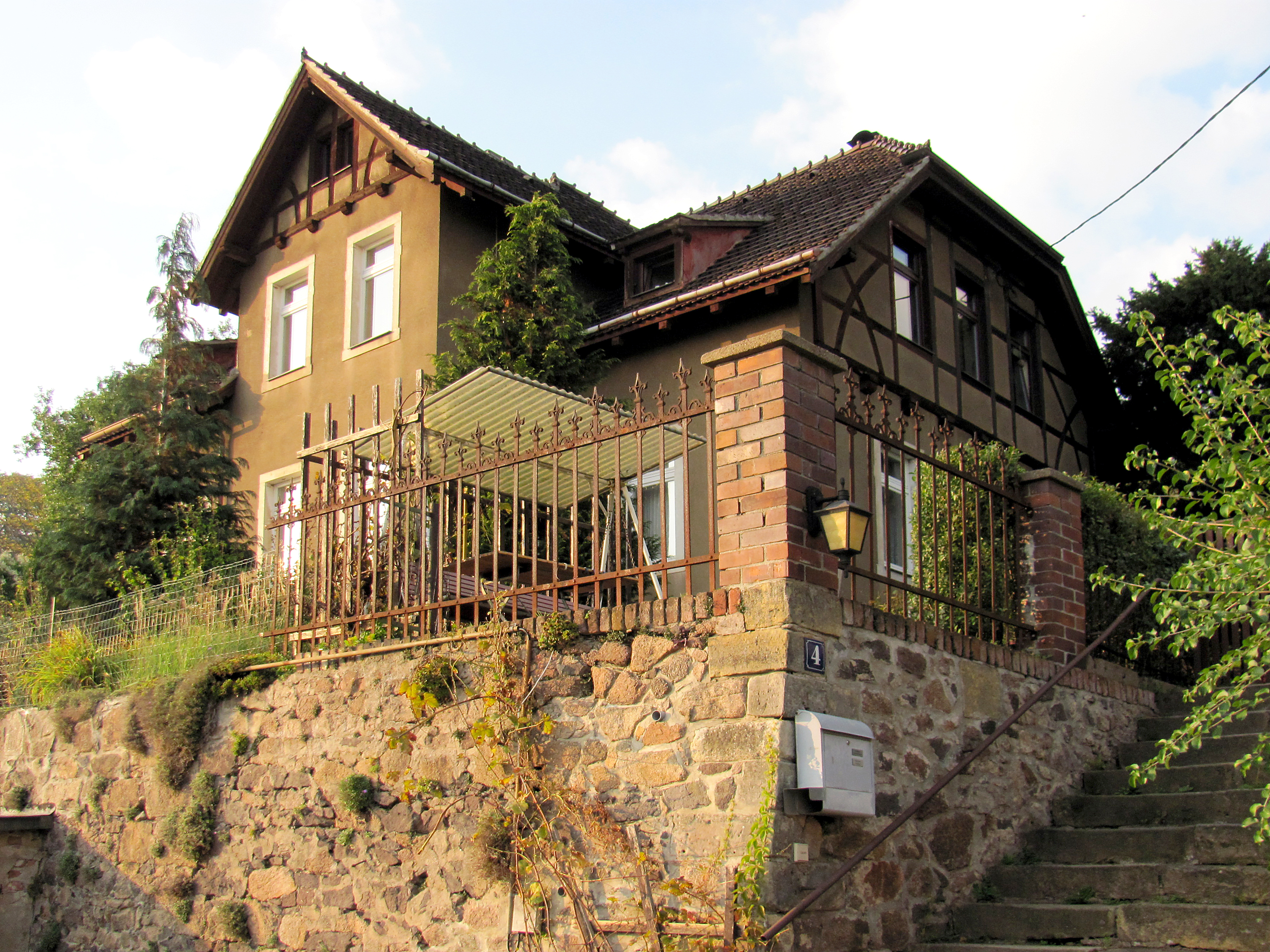
Einzeldenkmal Mietvilla Neufriedstein 4
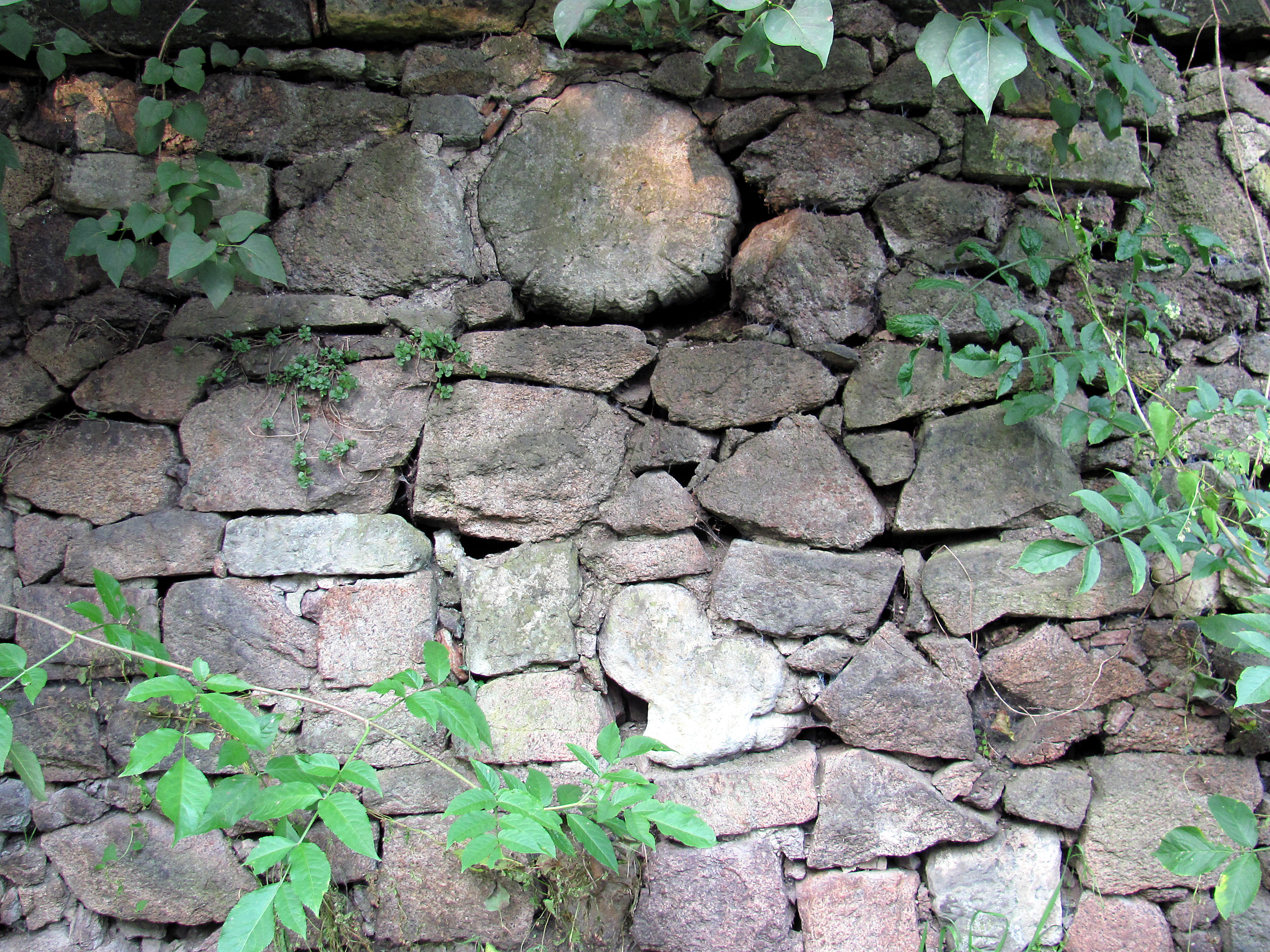
Säulenreste in Stützmauer verbaut (am Weg rechts des Mathildenhauses)
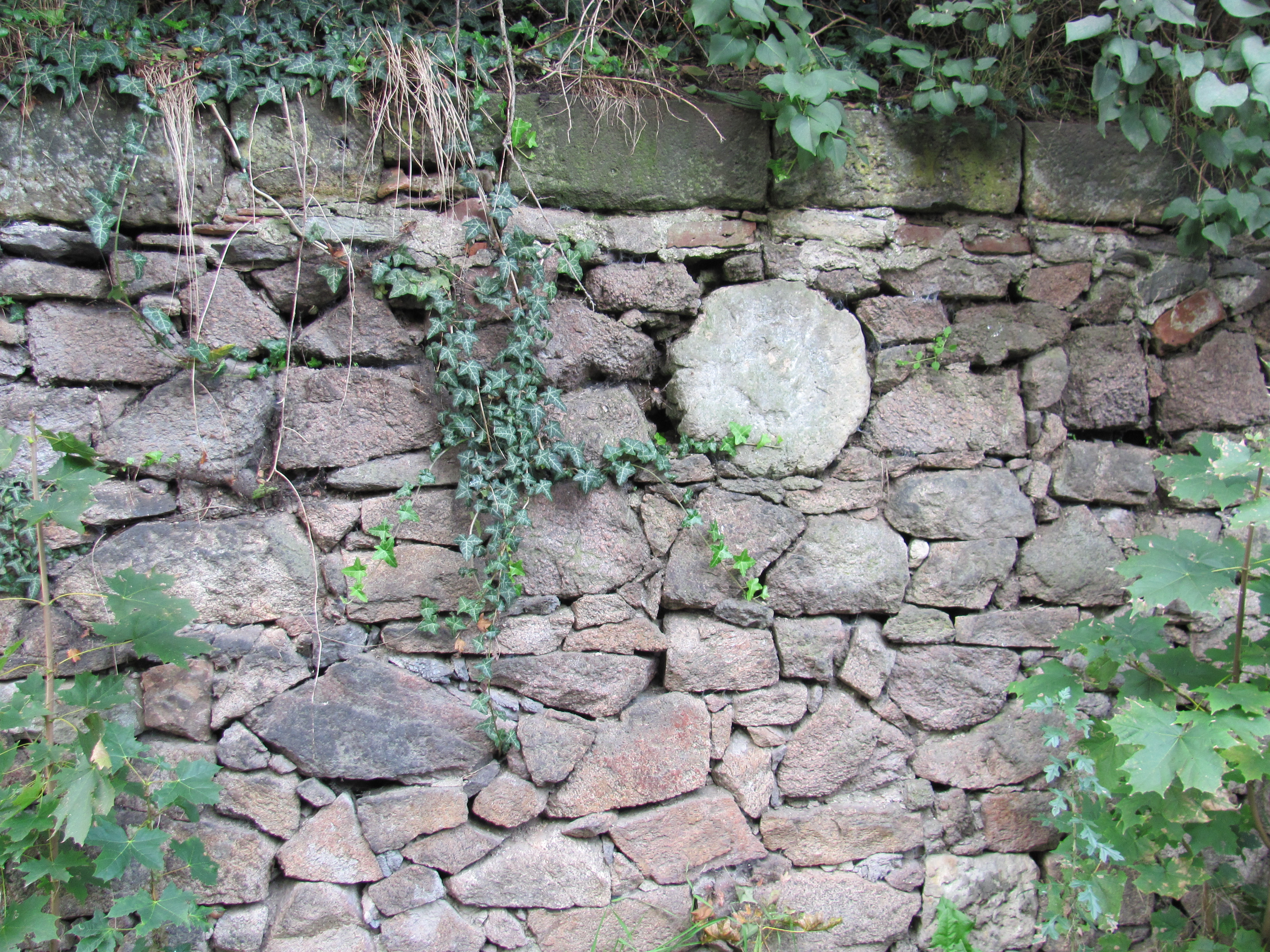
Säulenreste in Stützmauer verbaut (am Weg rechts des Mathildenhauses)

### Steintrog mit Delphin

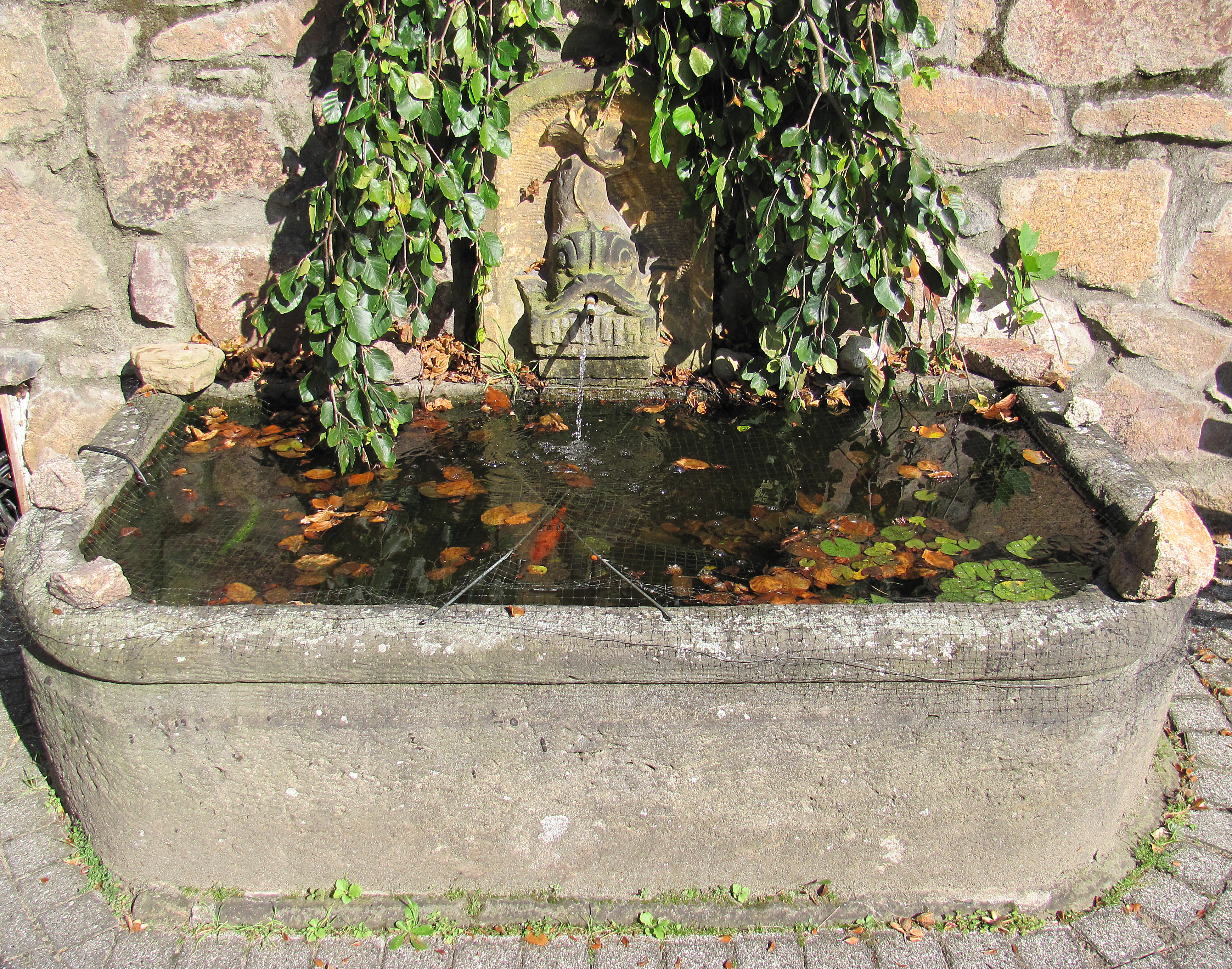
Friedstein: „Steintrog mit Delphin“

Bereits im 18. Jahrhundert war der östlich gelegene Altfriedstein an eine Wasserversorgung von Schwarzes Teich her angeschlossen. Auf der Bergseite kam aus der Stützmauer zum oberhalb gelegenen Land eine Wasserleitung, die unter anderem in einem Wasserspiel im nördlichen Hof mündete: Das Brunnenwerk aus der Zeit um 1790 mit dem den Wasserspeier darstellenden Delfin unter einem fächerartigen Ornament und einem zugehörigen einfachen Wasserbecken ist bereits bei Gurlitt beschrieben, die ehemalige Anbringung des Delphins unter dem Fächer in seiner Nische auch als Skizze dargestellt. Delphin und Trog, beide als Fragment der barocken Brunnenanlage unter Denkmalschutz stehend, wurden in den 2000er Jahren als Wasserspiel an eine andere Stelle auf dem heutigen Neufriedsteingelände versetzt und wieder an Wasser angeschlossen.

## Geschichte

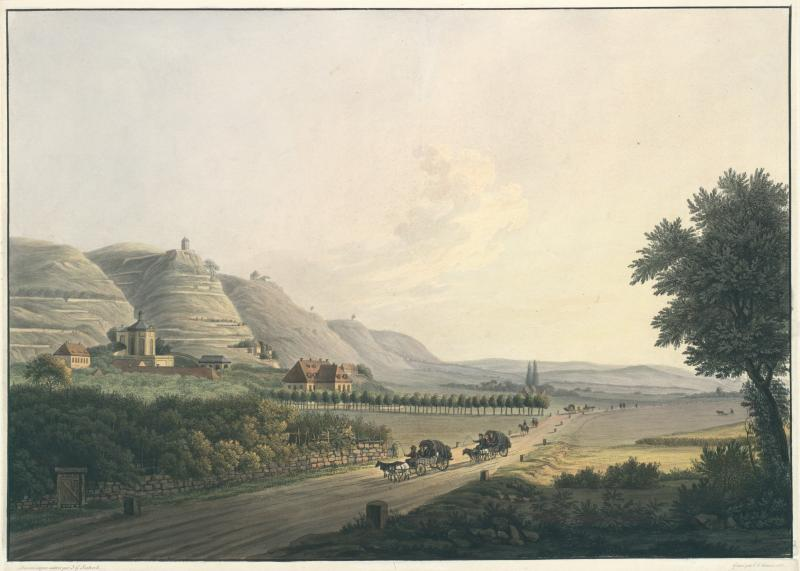
Vue de Wackerbarthsruhe aux environs de Dresde, prise sur la grande Route de Leipzig, C. G. Hammer 1805 (Mit dem Berghaus auf der Hangkante)

Der westlich vom Friedstein (danach in Altfriedstein umbenannt) gelegene Weinbergsbesitz wurde 1827 Neufriedstein benannt. Er lag ursprünglich auf der zu Naundorf gehörenden Weinbergsflur. Diese wurde mit seiner Gründung im Jahre 1839 Teil von Niederlößnitz.
Der Reichssekretär Anton Weck erhielt 1665 für eine Auslagenforderung von 500 Talern an das Amt Moritzburg den Weinberg Sandleithe. Der oberhalb liegende Schildberg kam etwa zur gleichen Zeit dazu, während der östlich an den Weinberg Fliegenwedel grenzende Wehlsberg im Besitz der Herren von Köckeritz auf Burg Wehlen war. Dieser galt bereits im Jahr 1417 als einer der wertvollsten Weinberge der Lößnitz.
Im Jahr 1727 erwarb der Dresdner Ratsherr und Kaufmann Johann Georg Ehrlich bei einer Versteigerung aus der Konkursmasse des cand. jur. Conrad Weck den Schildberg. Nachdem er 1741 von den Alwardt-Erben die Sandleithe erworben hatte, hinterließ er 1743 seinen Besitz seinem einzigen Sohn Johann Gotthold Ehrlich. Dieser kaufte 1749 den Wehlener Berg einschließlich Berg- und Presshaus, Winzergebäude (heute Nr. 5: Haus Nitzsche, siehe weiter unten), Schuppen sowie allem Inventar für 3000 Taler, zahlbar jedoch in „Louisdor und Dukaten“.
So kamen die drei historischen Weinberge Schild, Sandleithe und Wehlsberg zum Weinbergsbesitz Ehrlich, wie er im Flurbuch von 1800 genannt wurde, zusammen, dem späteren Neufriedstein. Sohn Johann Gotthold (Johann Gottlob) Ehrlich ließ auf der Suche nach Silber um 1765 erfolglos mehrere Bergstollen in den Hang treiben. Im unteren Bereich des Schildbergs baute Johann Gotthold Ehrlich um 1770 das barocke Herrenhaus (das spätere Pfarrtöchterheim) mit seitlichen Terrassen und 1771/1772 auf der Hangkante das Berghaus Neufriedstein als Lusthaus.
1776 kaufte Christiane Dorothea verehel. Schäferin (Schäffer) geb. Weinartin das Anwesen. Ihr Ehemann hatte ihr 1752 die Weinberge und das später als Haus Lotter bekannte Winzerhaus vererbt. Ihr wird die Erbauung der Sandsteintreppe hoch zum Berghaus zugeschrieben. Das Herrenhaus (heute Nr. 2) erhielt durch seinen späteren Besitzer, den Major Karl Gottlob Ludwig Schäffer, 1820 einen klassizistischen Portikus auf vier dorischen Säulen.
Georg Schwarz, Schwager von Ludwig Pilgrim und wie dieser Schwiegersohn von Johann Peter Hundeiker, wohnte um 1820 wohl auf dem Weinbergsanwesen Friedstein seines Schwagers Pilgrim. 1821 erwarb er erstmal wohl nur zur Pacht den Schäfferschen Weinberg, den er 1827 dann auch kaufen konnte. Da er 1823 bereits Friedstein von seinem Schwager erworben hatte, der zu jener Zeit bereits im Mohrenhaus wohnte, benannte Schwarz Friedstein in Altfriedstein um und das Schäffersche Anwesen in Neufriedstein. Mit Georg Schwarz und ab 1830 Franz Carl Sickmann, dem späteren Landtagsabgeordneten, waren zwei der Gründer der 1836 entstandenen Sektkellerei Bussard Besitzer von Neufriedstein. Sickmann begann auch auf Neufriedstein eine eigene Sektherstellung, stellte diese jedoch bald wieder ein. 1870 ging das Anwesen als Erbe an Sickmanns Schwiegersohn Carl (Karl Robert) Glück, einen der Besitzer der Sektkellerei Glück & Plath.

Neufriedstein vor 1893, noch ohne die beiden seitlichen Ergänzungsbauten

Der Arzt Ernst Wilhelm Lenk errichtete auf dem Besitz 1876 eine Schankwirtschaft, die er vier Jahre später bereits wieder schloss, um nach der Reblauskatastrophe das Land parzellieren und als Bauland verkaufen zu können. Im Südwestteil entstanden eine Majolikafabrik sowie das Wasserwerk Niederlößnitz.
Das Herrenhaus und das Berghaus mitsamt dem Schildberg übernahm 1886 der Schriftsteller und Übersetzer italienischer und persischer Dichtungen Maximilian Rudolph Schenck. Er verkaufte wiederum das Herrenhaus 1888 an den Landesverein zur Unterstützung verwaister und unversorgter Predigertöchter im Königreich Sachsen, der hier das sogenannte Pfarrtöchterheim einrichtete, welches bis 1998 bestand. 1893 entstand auf der westlichen Terrasse durch den Baumeister Adolf Neumann der erste Erweiterungsbau mit 10 Zimmern nach Süden, dem 1904 auf der östlichen Terrasse der zweite Erweiterungsbau folgte, ebenfalls von Neumann, jedoch bereits durch seinen Mitarbeiter Felix Sommer gezeichnet.
Der Zirkusdirektor Hans Stosch-Sarrasani jun. kaufte 1938 die Villa Neufriedstein 1 als Wohnsitz und „Ruheheim für verdiente Sarrasani-Artisten“. 1948 übersiedelte seine Witwe Trude Stosch-Sarrasani nach Argentinien, wo sie bis 1972 mit Unterbrechungen den Circo Sarrasani-Shangri La betrieb. 1992 besuchte sie wieder Dresden und Radebeul, wo sie ihr auf Neufriedstein gelegenes Artisten-Ruheheim der Diakonie übereignete. Diese errichtete stattdessen in den Jahren 1997/1998 das moderne Alters- und Pflegeheim Neufriedstein, gleichzeitig wurde das Pfarrtöchterheim aufgelöst.
Seit 2001 wird das inzwischen an Privat verkaufte und 2003 sanierte Herrenhaus zu Wohnzwecken verwendet.